# 足立誠一
足立 誠一（あだち せいいち、1917年（大正6年）3月29日 - 2001年（平成13年）8月31日）は、昭和から平成時代の政治家。静岡県浜北市長。

## 経歴
浜北市出身。1934年（昭和9年）県立蚕業学校卒業（現静岡県立浜松大平台高等学校）。
1960年（昭和35年）浜北市議会議員を経て、1978年（昭和53年）11月、浜北市長に当選した。以来3期務め、1990年（平成2年）11月、落選した。
2001年（平成13年）8月31日死去、84歳。死没日をもって従七位から従五位に叙される。

## 栄典
勲章等
- 1942年（昭和17年） - 勲五等瑞宝章[1]
- 1992年（平成4年） - 勲四等瑞宝章[1]
- 2001年（平成13年） - 従五位